# Reinaldo Marcus Green
Reinaldo Marcus Green (New York, 16 dicembre 1981) è un regista, sceneggiatore e produttore televisivo statunitense.

## Biografia
Green è conosciuto per il suo film del 2018 Monsters and Men, il quale fu proiettato al Sundance Film Festival del 2018. Un altro suo progetto è Joe Bell, prodotto da Jake Gyllenhaal e Cary Fukunaga, che ha come protagonisti Mark Wahlberg, Connie Britton e Maxwell Jenkins. Nel mese di giugno 2019 ha annunciato di star lavorando su un film biografico intitolato Una famiglia vincente - King Richard, con Will Smith come protagonista. Green ha anche diretto i primi tre episodi di Top Boy.

## Filmografia

### Cinema
- Stone Cars (2014) - cortometraggio
- Stop (2015) - cortometraggio
- Monsters and Men (2018)
- Joe Bell (2020)
- Una famiglia vincente - King Richard (2021)
- Bob Marley - One Love (2024)

### Televisione
- Top Boy – serie TV, 3 episodi (2019)
- We Own This City - Potere e corruzione (We Own This City) – miniserie TV, 6 puntate (2022)